# Nicolás Alvarado
Nicolás Noel Alvarado Lay (19 giugno 1944) è un ex cestista panamense.

## Carriera
Con Panama ha disputato i Giochi olimpici di Città del Messico 1968, segnando 20 punti in 6 partite.